# Финсен (лунный кратер)
Кратер Финсен (лат. Finsen) — большой молодой ударный кратер в южном полушарии обратной стороне Луны. Название присвоено в честь фарерско-датского учёного и физиотерапевта Нильса Рюберга Финзена (1860—1904) и утверждено Международным астрономическим союзом в 1979 г. Образование кратера относится к эратосфенскому периоду.

## Описание кратера

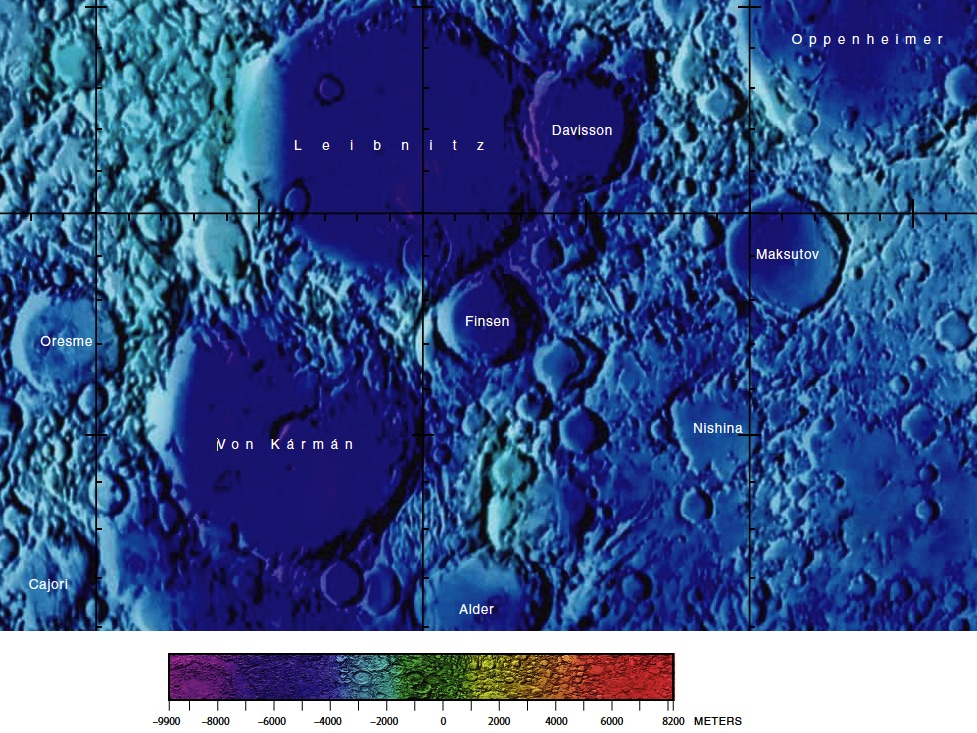
Окрестности кратера Финсен. Фрагмент карты обратной стороны Луны.

Кратера Финсен примыкает к юго-восточной части кратера Лейбниц и породы выброшенные при его образовании перекрывают юго-восточную часть кратера Лейбниц. Другими его ближайшими соседями являются кратер Дэвиссон на севере-северо-востоке; кратер Максутов на востоке; кратер Нисина на востоке-юго-востоке и кратер Карман на юго-западе. Селенографические координаты центра кратера 42°17′ ю. ш. 177°43′ з. д. / 42,29° ю. ш. 177,72° з. д., диаметр 73,0 км, глубина 2,8 км
Кратер Финсен имеет полигональную форму и практически не разрушен. Вал с четко очерченной кромкой, в северной и юго-восточной части сглажен седловатыми понижениями. Внутренний склон вала ярко выраженной террасовидной структуры, неравномерный по ширине, наибольшей ширины достигает в северо-восточной части. Высота вала над окружающей местностью достигает 1300 м, объем кратера составляет приблизительно 4650 км³. Дно чаши сравнительно ровное, с одиночно стоящими холмами. В центре чаши расположен массивный пик с множественными отрогами, имеющий более высокое альбедо по сравнению с окружающей местностью. Состав центрального пика - габбро-норито-троктолитовый анортозит с содержанием плагиоклаза 80-85 % (GNTA2), анортозитовый габбро-норит (AGN), анортозитовый норит (AN), габбро-норит (GN) и норит (60% плагиоклаза, 35% пироксена, 5%оливина) (N).

## Сателлитные кратеры

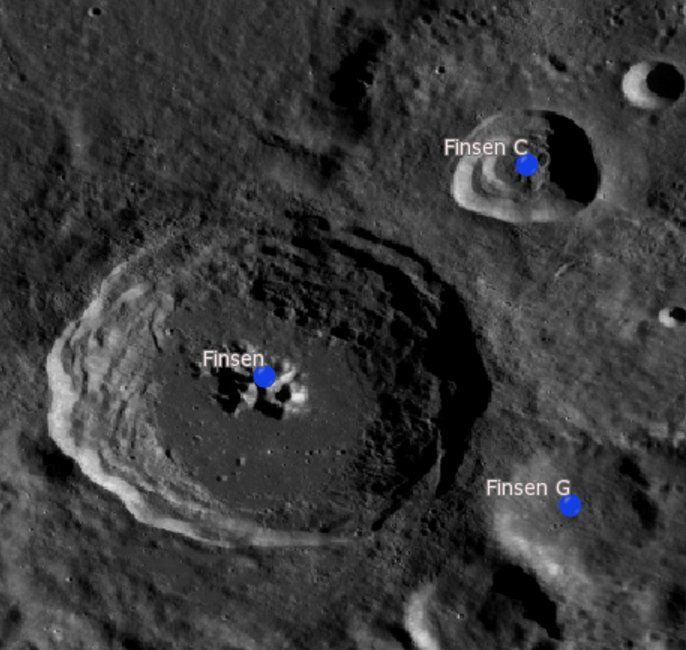
Снимок зонда Lunar Reconnaissance Orbiter.

| Финсен | Координаты                                              | Диаметр, км |
| ------ | ------------------------------------------------------- | ----------- |
| C      | 40°44′ ю. ш. 175°47′ з. д. / 40,73° ю. ш. 175,79° з. д. | 25,4        |
| G      | 43°14′ ю. ш. 175°28′ з. д. / 43,23° ю. ш. 175,47° з. д. | 29,4        |

## См.также
- Список кратеров на Луне
- Лунный кратер
- Морфологический каталог кратеров Луны
- Планетная номенклатура
- Селенография
- Минералогия Луны
- Геология Луны
- Поздняя тяжёлая бомбардировка